# ドール・メーカー
『ドール・メーカー』（原題：	Rock Paper Dead）は、2017年制作のアメリカ合衆国のホラー映画。トム・ホランド監督。

## あらすじ
ピーター・ハリスはかつて、いびつなマスクを被って若い女性を拉致・監禁し、ジャンケンをさせて相手が負けると殺して人形に仕立て上げてコレクションするという残忍な殺害方法から、“ドール・メーカー”と呼ばれた殺人鬼だった。
精神病院に収容されていた彼は治療を終えて退院し、おじが残した家に戻ってきた。しかし、過去の忌まわしい記憶から彼は再び“ドール・メーカー”と化し、新たな殺人を引き起こす。

## キャスト
- ピーター・ハリス：ルーク・マクファーレン
- マイケル・マドセン
- テイタム・オニール
- ジェニファー・タイタス
- ジョン・ドゥーガン
- アンナ・マーガレット
- ガブリエル・ストーン
- モーリーン・マコーミック
- クィントン・アーロン